# بنو قرا صي
بنو قراصي وهم أحد أمراء الأناضول ضمن الفترة الثانية خلال انحلال دولة سلاجقة الروم. تعود أصولهم إلى قبائل الغز التركيين. تمركزت إمارتهم في بالق إيسير وبيرغاما وجنق قلعة.
كانت هذه الإمارة أول إمارة فتحها بنو عثمان لإنشاء الدولة العثمانية، وقد سمحت السيطرة على إمارة قراصي العثمانيين لبدء فتح الأراضي الأوروپية في الروملي عبر مضيق الدردنيل.
استمر اطلاق اسم قراصي على مقاطعة بالق إيسير حتى بداية الجمهورية التركية ثم تغير اسمها إلى الاسم الحالي.

## قائمة الحكام
| 1303 - 1328 | قراصي بن كالم شاه          | قراصي بن كالم شاه          | قراصي بن كالم شاه          | قراصي بن كالم شاه          |
| 1328- 1330  | أجلان بن قراصي             | أجلان بن قراصي             | أجلان بن قراصي             | أجلان بن قراصي             |
| 1330 - 1345 | دميرخان بن قراصي           | دميرخان بن قراصي           | دميرخان بن قراصي           | دميرخان بن قراصي           |
| 1345 - 1351 | شجاع الدين ياهشان بن قراصي | شجاع الدين ياهشان بن قراصي | شجاع الدين ياهشان بن قراصي | شجاع الدين ياهشان بن قراصي |
| 1351 - 1361 | سليمان بن دميرخان          | سليمان بن دميرخان          | سليمان بن دميرخان          | سليمان بن دميرخان          |